# أيدان ديفين
أيدان ديفين (بالفرنسية: Aidan Devine)‏
```
(و. 
القرن 20  
م
) هو 
ممثل
، وممثل أفلام من 
كندا
، 
والمملكة المتحدة
، ولد في 
إنجلترا
.
[
1
]
[
2
]
```

## وصلات خارجية
- أيدان ديفين على موقع IMDb (الإنجليزية)
- أيدان ديفين على موقع ألو سيني (الفرنسية)
- أيدان ديفين على موقع أول موفي (الإنجليزية)
- أيدان ديفين على موقع قاعدة بيانات الأفلام السويدية (السويدية)
- أيدان ديفين على موقع قاعدة بيانات الفيلم (الإنجليزية)
- أيدان ديفين على موقع كينوبويسك (الروسية)